# Dragoševci
Dragoševci is een plaats in de gemeente Ozalj in de Kroatische provincie Karlovac. De plaats telt 12 inwoners (2001).